# Кинг-Харман, Чарльз
Сэр Чарльз Энтони Кинг-Харман (англ. Sir Charles Anthony King-Harman; род. 26 апреля 1851 — 17 апреля 1939) — британский колониальный администратор Сент-Люсии (1896—1899).

## Карьера
Чарльз Энтони Кинг-Харман получил образование в Кембриджском университете и поступил на колониальную службу в 1874 году. Служил на Багамах, Кипре и Барбадосе, а затем работал секретарём по делам колоний на Маврикии (1893—1897). Был назначен кавалером Ордена Святых Михаила и Георгия в 1893 году. Кинг-Харман был администратором Сент-Люсии (1896—1899), а затем занимал пост губернатора Сьерра-Леоне (1900—1904). В 1900 году ещё раз был назначен кавалером Ордена Святых Михаила и Георгия. Комиссар Кипра с 1904 по 1911 год, а также представитель средиземноморских колоний на коронации Георга V в 1911 году.
Кинг-Харман женился на Констанс Биддульф, дочери генерала сэра Роберта Биддульфа и Софии Ламберт, 12 июля 1888 года.